# Nikolaj Ivanovič Lobačevskij
Nikolaj Ivanovič Lobačevskij (Никола́й Ива́нович Лобаче́вский) (1. prosince 1792 Nižnij Novgorod – 24. února 1856 Kazaň) byl ruský matematik. Zabýval se zejména geometrií. Objevil takzvanou neeukleidovskou geometrii, čímž mimo jiné negativně rozřešil staletí trvající problém, zda je možné dokázat pátý Eukleidův postulát z předchozích čtyř.

## Život
Lobačevského otec Ivan Maximovič Lobačevskij byl úředníkem zeměměřičské kanceláře v Nižním Novgorodě. Když v roce 1800 zemřel, odstěhoval se malý Nikolaj se svojí matkou Praskoviou Alexandrovnou Lobačevskou a dvěma bratry do Kazaně. Zde Lobačevskij vystudoval gymnázium a poté navštěvoval nedávno založenou Kazaňskou federální univerzitu, kde v roce 1811 získal titul magistr v oboru matematika a fyzika. Během studia byl nejvíce ovlivněn svým profesorem Martinem Bartelsem. Právě Bartelsovy přednášky z dějin matematiky pravděpodobně podnítily pozdější Lobačevského zájem o Euklidovy axiomy. Koncem roku 1811 Lobačevskij vydává úvahu Teorie eliptického pohybu nebeských těles. Kromě vědeckých úkolů se věnoval také pedagogické činnosti a stal se asistentem čisté matematiky. Až do r. 1816 přednášel o teorii čísel podle Gausse a Legendra. V únoru 1816 se stal mimořádným profesorem. V dalších letech vedl semináře aritmetiky, algebry a trigonometrie, geometrie, diferenciálního a integrálního počtu. V r. 1819 se stal děkanem matematicko-fyzikální fakulty. V r. 1822 byl jmenován řádným profesorem.  V r. 1824 byl vyznamenán řádem sv. Vladimíra IV. stupně. Kromě matematiky a fyziky vyučoval také astronomii. V této době Lobačevskij zpracoval rukopis učebnice Geometrie, v níž se zabýval pátým Eukleidovým postulátem, ale řešení problému rovnoběžek ještě nenašel. Tato učebnice nebyla za autorova života publikována.  O svém díle s názvem Stručný výklad základů geometrie s přísným důkazem teorémy o paralelách přednesl přednášku 23. února 1826. Znamenala posun v tzv. neeukleidovské geometrii. Vyslovil předpoklad, že v rovině lze k dané přímce bodem ležícím mimo tuto přímku vést alespoň dvě různé přímky, které ji neprotínají. Jeho druhá učebnice, věnovaná algebře, byla publikována až v r. 1834.
Vedle nadání pro matematiku měl skvělé organizační schopnosti. Kromě pedagogické a vědecké činnosti na univerzitě vykonával řadu dalších činností: byl hlavním knihovníkem, předsedal stavební komisi, vedl fyzikální kabinet, byl redaktorem univerzitního vědeckého časopisu.
V r. 1827 byl pětatřicetiletý Lobačevskij zvolen rektorem Kazaňské univerzity. V r. 1836 navštívil Kazaňskou univerzitu car Mikuláš I., který Lobačevského vyznamenal řádem sv. Anny II. stupně spojeným s právem dědičného šlechtického titulu. V r. 1836 byl povýšen do šlechtického stavu a získal svůj vlastní erb. Funkci rektora zastával až do r. 1846. Jeho zásluhou se provinční Kazaňská univerzita zařadila mezi uznávané a nejlépe hodnocené vzdělávací ústavy v Rusku.
Roku 1832 se oženil s Varvarou Alexejevnou Mojsejevovou a měl s ní sedm dětí.
V letech 1846–1856 byl inspektorem Kazaňského školského okruhu. V tomto období byl jeho osobní i profesionální život složitý a neradostný. Po třiceti letech služby byl zbaven všech akademických funkcí na univerzitě. Zemřely mu dvě děti, kvůli dluhům musel prodat dům a sám měl zdravotní potíže, zhoršil se mu zrak. Poslední práci nazvanou Pangeometrie diktoval již slepý svým žákům v roce 1855. Zemřel 24. 2. 1856 v Kazani.
Úplné vydání jeho vědeckých spisů se podařilo realizovat až v r. 1883.
Po Lobačevském je taktéž pojmenován kráter na Měsíci.

## Vědecká práce
Lobačevského největším přínosem matematice bylo objevení neeuklidovské geometrie, zejména pak prokázání nedokazatelnosti pátého Eukleidova postulátu ze zbylých čtyř. Lobačevskij konkrétně objevil jeden druh neeuklidovské geometrie, který se dnes nazývá hyperbolická geometrie. O tomto svém objevu informoval Lobačevskij poprvé 23. února 1826 na schůzce katedry fyziky a matematiky univerzity v Kazani, ale publikoval ho poprvé až na přelomu let 1829 a 1830 v časopise Věstník Kazaňské univerzity (Вестник Казанского университета). Význam Lobačevského práce byl plně doceněn až několik desítek let po jeho smrti – v podstatě až tehdy, když Albert Einstein použil zobecnění Lobačevského myšlenek k matematické formulaci svojí obecné teorie relativity. Lobačevskij napsal během svého života několik knih zabývajících se základy geometrie, z nichž nejvýznamnější je kniha Geometrija.
Lobačevskij se také zabýval aproximativním hledáním kořenů algebraických rovnic a objevil metodu, dnes známou pod jménem Dandelinova–Gräffeova.
Lobačevskij definoval pojem funkce jako korespondenci mezi dvěma obory reálných čísel ještě krátce před Dirichletem, který tuto definici zpopularizoval.

## Galerie

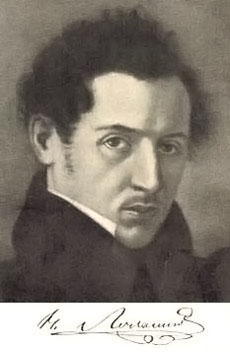
Nikolaj Ivanovič Lobačevskij
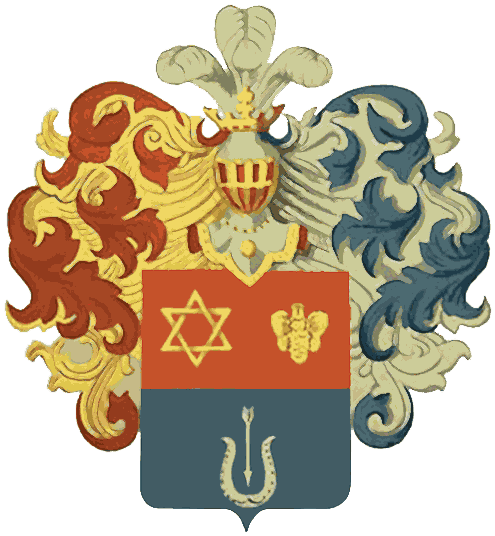
erb N.I.Lobačevského
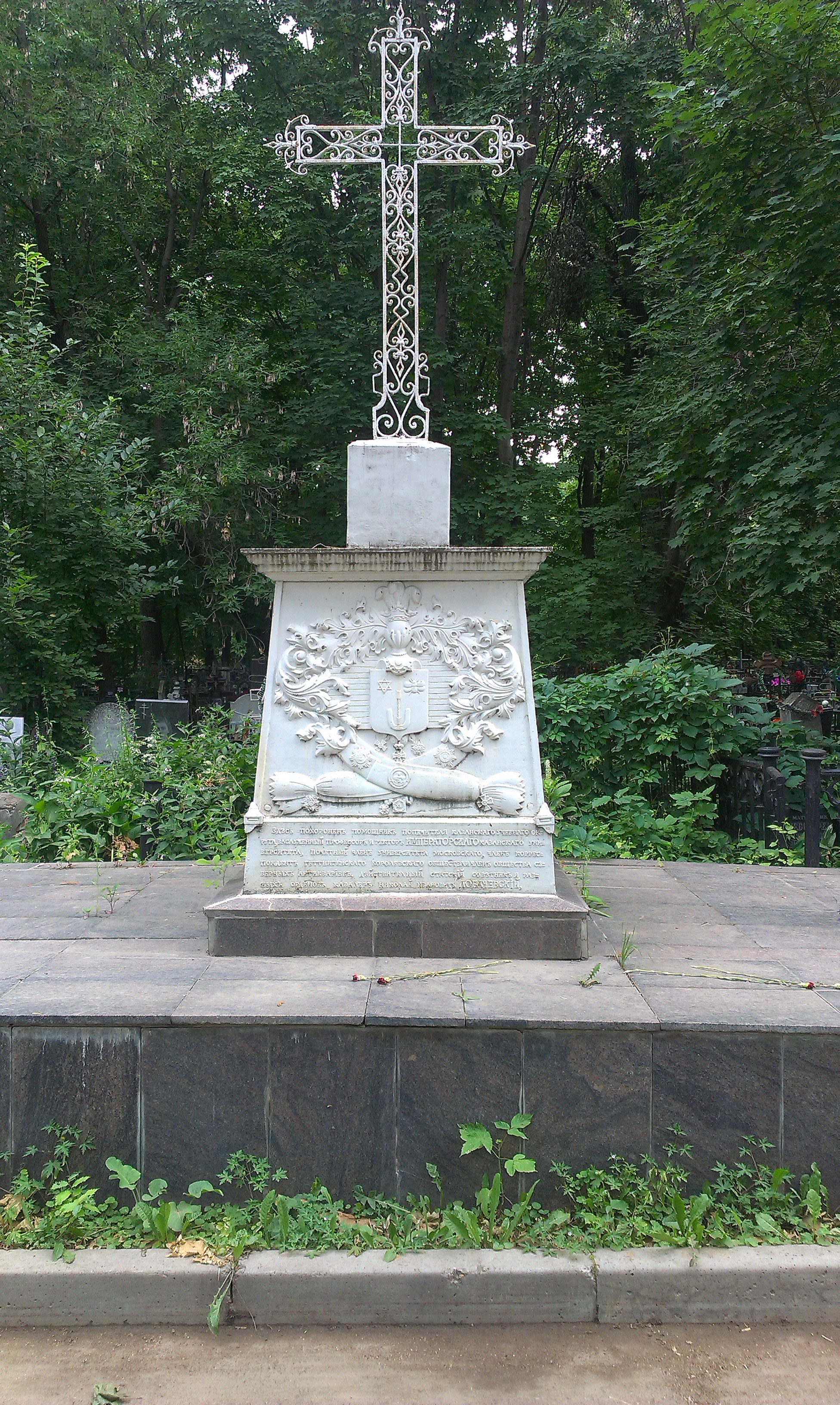
Lobačevského hrob na Arském hřbitově v Kazani
Zobrazení Lobačevského geometrie: přes bod M procházejí dvě přímky rovnoběžné s přímkou D